# Square La Champmeslé
Le square La Champmeslé est une voie du 19e arrondissement de Paris, en France.

## Situation et accès
Le square La Champmeslé est une voie privée située dans le 19e arrondissement de Paris. Il débute au 182, avenue Jean-Jaurès et se termine en impasse.

## Origine du nom
Il porte le nom de la tragédienne française Marie Desmare dite La Champmeslé (1642-1698).

## Historique
Cette impasse, provisoirement dénommée « voie CO/19 », reçut par un décret municipal du 30 décembre 1993 sa dénomination actuelle. 